# دانشگاه غور
مؤسسه تحصیلات عالی غور (پشتو: د غور پوهنتون) یکی از دانشگاه‌های دولتی در افغانستان است. در حال حاضر محمدنسیم وفا ریاست این دانشگاه را به عهده دارد. امتیاز تأسیس این دانشگاه را وزارت تحصیلات عالی افغانستان دارد که دارای سه دانشکده می‌باشد. تعداد دانشجویان این دانشگاه بیشتر از ۱۹۰۰ دانشجو دارد که از ان جمله ۵۶۰ تن آن را دختران تشکیل می‌دهد. این دانشگاه در شهر فیروزکوه مرکز ولایت غور از جمله ولایات مرکزی افغانستان بوده و یکی از دانشگاه‌های جوان افغانستان می‌باشد.

## تاریخچه
دانشگاه غور در سال ۱۳۹۱ از طرف وزارت تحصیلات عالی افغانستان به هدف رشد و انکشاف تعلیم و تربیت و ارائه خدمات تحصیلی بهتر تأسیس شده‌است. تا اکنون دانشکده‌های تعلیم و تربیت، علوم کامپیوتر و زراعت در چوکات این نهاد آکادمیک از طرف وزارت تحصیلات عالی منظور گردیده‌اند. دانشکده تعلیم و تربیت با داشتن یازده بخش (دری، انگلیسی، پشتو، ریاضی، فیزیک، کیمیا، بیولوژی، ثقافت اسلامی، تاریخ، روانشناسی و علوم کامپیوتر) اساس این نهاد تحصیلی را تشکیل می‌دهد که تاکنون از منابع انسانی غنی برخوردار می‌باشد. بخش آکادمیک این مؤسسه بیشتر از ۶۵ نفر استاد با درجه تحصیلی ماستر و لیسانس از کادرهای جوان این مؤسسه فعال و استوار است که در رشته‌های مختلف مشغول تدریس می‌باشند. این مؤسسه تحصیلی در مقطع ماستری و دکتری نیز در خارج از کشور استادان خویش را اعزام داشته که بعد از اکمال تخصص دوباره درین دانشگاه به ایفای وظیفه خواهند پرداخت. دانشدانشکده‌های زراعت با دو گروه کشاورزی و علوم حیوانی، دانشکده کمپیوتر با گروه‌های انجنیری شبکه و سیستم‌های معلوماتی از سال ۱۳۹۶ به بعد فعالیت‌های خویش شروع نمود.

## رئیس دانشگاه
رئیس مؤسسه تحصیلات عالی فعلاً محمدنسیم وفا می‌باشد. آقای وفا تحصیلات عالی خود را در کشور چین انجام داده‌است.
بعد از بازگشت طالبان به قدرت، حالا شیخ عبدالعلی لبیب به حیث رئیس این دانشگاه تعیین شده است.

## دانشکده‌ها
- دانشکده تعلیم و تربیت؛ این دانشکده در سال ۱۳۹۱ منظور گردیده و رئیس این دانشکده محترم پوهنیارعبدالقدیر پهلوی بوده و وی مدرک ماستری خویش را از رشته ادبیات پارسی دری دانشکده ادبیات و زبان دانشگاه هرات بدست آورده‌است.
- دانشکده زراعت و علوم دامداری؛ این دانشکده در سال ۱۳۹۶ منظور گردیده و رئیس این دانشکده محترم پوهنیار محمد عارف احساس می‌باشد. آقای احساس سند ماستری خویش را از رشته بوتانی دانشکده ساینس دانشگاه عثمانیه کشور هندوستان بدست آورده‌است.
- دانشکده کمپیوتر ساینس؛ این دانشکده در سال ۱۳۹۸ منظور گردیده و رئیس این دانشکده محترم پوهنیار عبدالقدیر رسولی می‌باشد. آقای رسولی سند ماستری خویش را از رشته تکنالوژی معلوماتی دانشکده علوم کامپیوتر، دانشگاه کابل بدست آورده‌است.

## رؤسا
دانشگاه غور در سال ۱۳۹۱ در زمان وزارت سرور دانش وزیر تحصیلات عالی افغانستان و با فرمان رئیس‌جمهور حامد کرزی تأسیس گردید.
روسای آن قرار شرح زیر است:
- عبدالمنان خادمیان (۱۳۹۱–۱۳۹۲)
- عطاالله فاضل (۱۳۹۳–۱۳۹۸)
- عبدالرحمن راتب (۱۳۹۸)
- محمدنسیم وفا (۱۳۹۸-حاضر)